# هنري بوتنام
هنري بوتنام هو سياسي أمريكي، ولد في 1778 في نيوارك في الولايات المتحدة، وتوفي في 1827. نشط حزبياً في الحزب الجمهوري. وقد انتخب عضو جمعية ولاية ويسكونسن ‏.